# Quincy Watts
Quincy Watts, född 19 juni 1970 i Detroit, är en amerikansk före detta friidrottare som tävlade på 400 meter under 1990-talet. 
Watts började springa på kortare distanser men övertalades att springa 400 meter av sin coach Jim Bush. 1991 deltog han vid VM i Tokyo där han var med i det amerikanska stafettlag som blev silvermedaljörer på 4 × 400 meter slagna med fyra hundradelar av Storbritannien. Året efter var det bästa i hans karriär och höjdpunkten blev de olympiska sommarspelen 1992 i Barcelona. På 400 meter vann han OS-guld på det nya olympiska rekordet 43,50, en tid som även blev hans personliga rekord. Sedan var han även med i det amerikanska stafettlag på 4 × 400 meter som slog nytt världsrekord med tiden 2.55,74. 
Under säsongen 1993 sprang Watts åter under 45 sekunder. Vid VM samma år i Stuttgart blev han fyra på 400 meter med tiden 45,05. Senare samma mästerskap deltog han i stafettlaget på 4 × 400 meter som vann guld på det nya världsrekordet 2.54,29.
Både under 1994 och 1995 misslyckades Watts med att springa under 45 sekunder och vid amerikanska mästerskapen inför olympiska sommarspelen 1996 blev han bara sjua. Året efter valde han att avsluta sin aktiva karriär.